# Globo d'oro alla miglior fotografia
Il Globo d'oro alla miglior fotografia è un premio assegnato ogni anno alla miglior fotografia italiana. 

## Albo d'oro

### Anni 1980
- 1989: Mario Battistoni - Ladri di saponette

### Anni 1990
- 1990: Giuseppe Lanci - Il sole anche di notte
- 1991: Alessio Gelsini Torresi - Americano rosso
- 1992: Alessio Gelsini Torresi - Crack
- 1993: Raffaele Mertes - La corsa dell'innocente
- 1994: Blasco Giurato - Una pura formalità
- 1995: Franco di Giacomo - Il postino
- 1996: Darius Khondji - Io ballo da sola
- 1997: Pasqualino De Santis e Marco Pontecorvo - La tregua
- 1998: Tonino Delli Colli - La vita è bella
- 1999: Giuseppe Lanci - La balia

### Anni 2000
- 2000: Pasquale Mari - Harem Suare
- 2001: Fabio Olmi - Il mestiere delle armi
- 2002: Luca Bigazzi - Brucio nel vento
- 2003: Daniele Nannuzzi - El Alamein - La linea del fuoco
- 2004: Fabio Cianchetti - The Dreamers - I sognatori -
- 2005: Cesare Accetta - Il resto di niente
- 2006: Pasquale Mari - Il regista di matrimoni
- 2007: Maurizio Calvesi - Io, l'altro
- 2008: Maurizio Calvesi - I Viceré
- 2009
  - Daniele Ciprì - Vincere
  - Marco Onorato - Gomorra

### Anni 2010
- 2010
  - Maurizio Calvesi - Mine vaganti
  - Enrico Lucidi - Baarìa
  - Nicola Pecorini - La prima cosa bella
- 2011
  - Fabio Cianchetti - La solitudine dei numeri primi
  - Pasquale Mari - Gorbaciof
  - Renato Berta - Noi credevamo
- 2012
  - Arnaldo Catinari - L'industriale
  - Fabio Cianchetti - Terraferma
  - Maurizio Calvesi - Magnifica presenza
- 2013
  - Luca Bigazzi - La grande bellezza
  - Daria D'Antonio - Padroni di casa
  - Marco Onorato - Reality
  - Italo Petriccione - Educazione siberiana
  - Fabio Zamarion - La migliore offerta
- 2014
  - Stefano Falivene - Still Life
  - Daniele Ciprì - Salvo
  - Luciano Tovoli - Che strano chiamarsi Federico
  - Michele D'Attanasio - In grazia di Dio
  - Luca Bigazzi - L'intrepido
- 2015
  - Luca Bigazzi - Youth - La giovinezza
  - Roberto Forza - Arance e martello
  - Renato Berta - Il giovane favoloso
  - Simone Zampagni - Maraviglioso Boccaccio
  - Ferran Paredes Rubio - Perez.
- 2016
  - Fabio Zamarion - La corrispondenza
  - Luca Bigazzi - Un bacio
  - Paolo Carnera - Suburra
  - Daniele Ciprì - Sangue del mio sangue
  - Salvatore Landi - Bella e perduta
- 2017
  - Daria D'Antonio - La pelle dell'orso
  - Maurizio Calvesi - Questione di karma
  - Vincenzo Carpineta - La stoffa dei sogni
  - Daniele Ciprì - In guerra per amore
  - Michele D'Attanasio - Veloce come il vento
- 2018
  - Fabrizio Lucci - The Place
  - Luca Bigazzi - Ella & John - The Leisure Seeker
  - Massimo Moschin - Finché c'è prosecco c'è speranza
  - Stefano Falivene - I figli della notte
  - Simone Zampagni - Una questione privata

- 2019
  - Daria D'Antonio - Ricordi?
  - Daniele Cripi e Giuseppe Maio - Il primo re
  - Giorgio Giannoccaro - Il bene mio

### Anni 2020
- 2020
  - Matteo Cocco - Volevo nascondermi
  - Nicolaj Brüel - Pinocchio
  - Stefano Falivene - Aspromonte - La terra degli ultimi
- 2021[1]: Daniele Ciprì - Il cattivo poeta